# Krokvattnet (Håbols socken, Dalsland, 654405-127863)
Krokvattnet är en sjö i Dals-Eds kommun i Dalsland och ingår i Göta älvs huvudavrinningsområde. Sjön har en area på 0,138 kvadratkilometer och ligger 157,2 meter över havet.

## Delavrinningsområde
Krokvattnet ingår i det delavrinningsområde (654410-128154) som SMHI kallar för Inloppet i Vångsjön. Medelhöjden är 153 meter över havet och ytan är 35,98 kvadratkilometer. Räknas de 2 avrinningsområdena uppströms in blir den ackumulerade arean 48,53 kvadratkilometer. Stenebyälven (Grorudsälven) som avvattnar avrinningsområdet har biflödesordning 3, vilket innebär att vattnet flödar genom totalt 3 vattendrag innan det når havet efter 217 kilometer. Avrinningsområdet består mestadels av skog (82 procent). Avrinningsområdet har 2,11 kvadratkilometer vattenytor vilket ger det en sjöprocent på 5,9 procent.